# 白色情人節 (愛·回家之開心速遞)
《白色情人節》是香港處境喜劇《愛·回家之開心速遞》的第534集，由黃秀清擔任編劇，伍兆榮擔任編導，於2019年3月14日通過電視廣播有限公司的翡翠台在香港首播。參演這集的演員包括劉丹、單立文、湯盈盈、呂慧儀、蘇韻姿、張景淳、劉思希、李泳豪及蔡國慶。
在這一集中，龔燁（張景淳飾）以“華仔”演唱會為由邀約熊若水（呂慧儀飾）共度白色情人節，兩人雖在「親吻鏡頭」環節因龔燁猶豫錯失接吻機會，但他並未放棄，再次約熊若水看演唱會。熊若水精心準備，龔燁卻因臨時加班而失約。後來龔燁的父親龔友（蔡國慶飾）將兒子親手製作卻不敢送出的曲奇送給熊若水，並透露龔燁的心意。熊若水相約龔燁在中環見面，向對方展示曲奇並表達好感，龔燁起初沉默，最終激動吻上熊若水，兩人終成為情侶。
此集播出後引起廣泛迴響，觀眾普遍持正面評價。根據收視數據，此集有超過190萬觀眾收看。此集亦有橋段在觀眾在民間電視大獎2019中獲得“民選最佳劇集橋段”殊榮。

## 劇情概要
龔燁以觀看“華仔”演唱會為由，主動邀約熊若水，當晚適逢白色情人節。在演唱會現場，兩人遭遇「親吻鏡頭」環節，燈光恰好照向龔燁與熊若水，但因龔燁猶豫不決而錯失親吻機會。
次日，龔燁再次約熊若水觀看演唱會。熊若水因擔心重現「親吻鏡頭」環節，事前精心挑選服飾打扮，並注意消除口臭與腋下異味，希望以最佳狀態見龔燁。然而，龔燁臨時因工作取消約會，令熊若水感到失落。

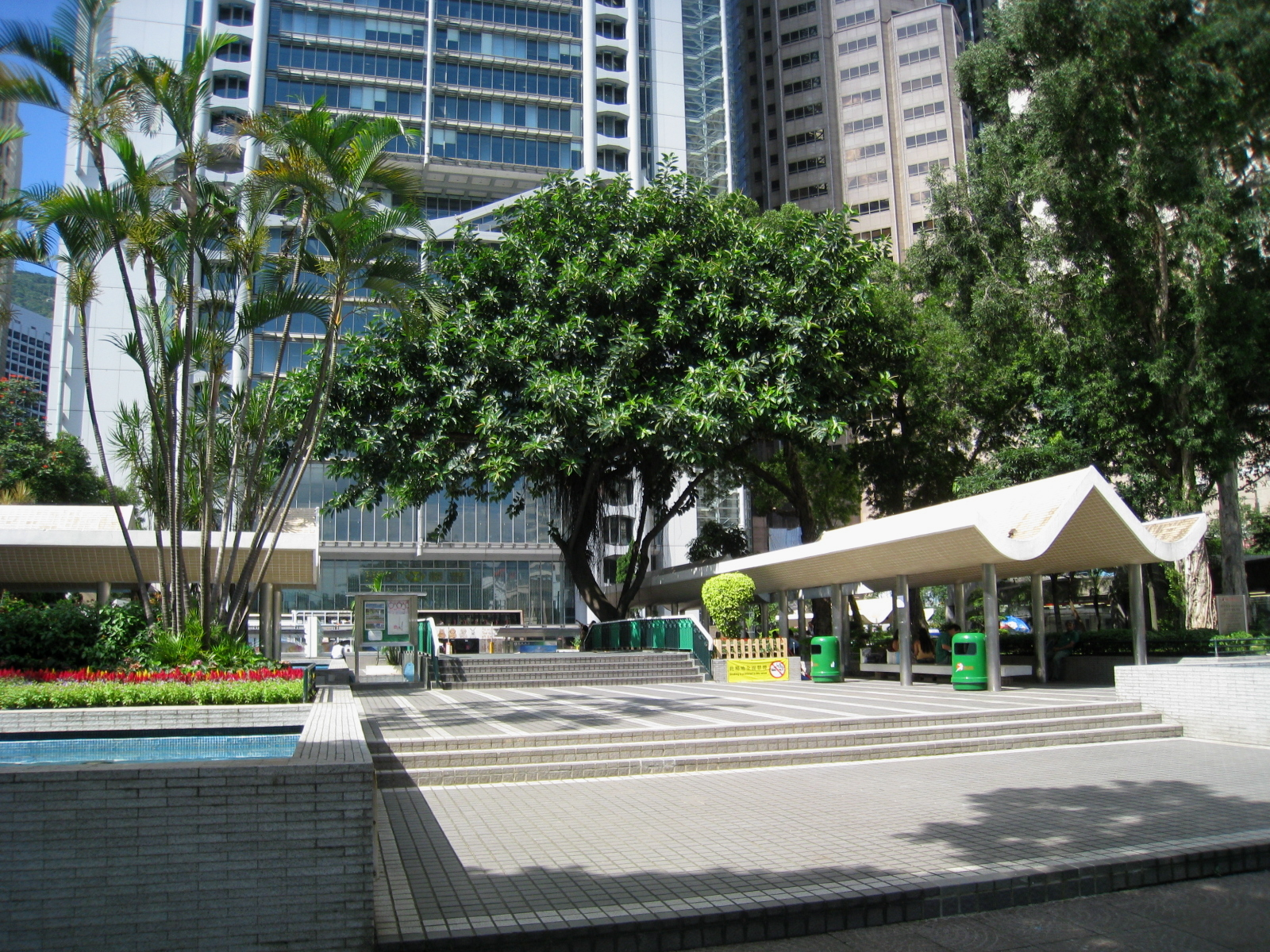
龔燁與熊若水見面的位置

熊若水同日到安老院探望龔燁的父親龔友時，對方將龔燁親手製作，卻因不敢送出而丟棄的曲奇轉交給她，並透露龔燁長期以來的心意，表示龔燁因無法把熊若水放在第一位而不敢向其告白。當天晚上，熊若水回憶起與龔燁一直以來經歷過的事情，並於第二天晚上相約對方在中環舊立法會大樓（即終審法院大樓）外見面。
兩人見面後，熊若水出示曲奇，龔燁顯得慌亂。熊若水直言察覺龔燁的心意，並表示自己與對方經歷了這麼多事情後，「對他多了一點好感」，願給予對方一個機會。龔燁此時坦言無法把熊若水放在第一位，熊若水回應指這並不重要，因她也不會把對方放在第一位。龔燁此時短暫沉默，引發熊若水不安，擔心被對方拒絕，但隨後他突然上前親吻熊若水，並表示“三個字，我願意”，兩人正式成為情侶。

## 製作
本集的劇本由黃秀清編寫，並由伍兆榮擔任編導，於2019年3月14日通過電視廣播有限公司的翡翠台在香港首播。本集播出後，飾演龔燁的張景淳在接受傳媒訪問時透露演唱會和最後兩人表明心跡的劇情均由監製林建祥親自操刀拍攝，而最後的親吻戲只用了兩個鏡頭便完成。

## 迴響
此集播出後引起廣泛迴響，尤其受到“龔水黨”（即龔燁和熊若水這對情侶組合的粉絲）歡迎。他們對於能夠看到“龔水CP”甜蜜親吻的畫面表示相當激動，並感謝製作團隊用心的製作。更有人表示自己對此刻期待已久，如今兩人終成為情侶，心裡非常感動。張景淳和飾演熊若水的呂慧儀在Instagram專頁上對各界的支持表示謝意，並表示會繼續努力，拍攝更多意想不到的精彩故事。
根據中國廣視索福瑞媒介研究進行的收視調查，該集錄得29.4點的跨平台收視，以每收視點為65460名觀眾計算，代表超過190萬人收看。另外，在觀眾在民間電視大獎2019中，本集尾段兩人在中環表白的劇情入圍“民選最佳劇集橋段”的最後五強，並在1786票中獲得787票，擊敗其他入圍單位，獲得此項獎項。

## 外部連結
- myTV SUPER上的分集重溫
- TVB提供的精華重溫